# Deshret

Deshret, la Corona Roja del Bajo Egipto.

Deshret era en el antiguo egipcio, el nombre formal de la Corona Roja del Bajo Egipto, un color que simbolizaba el desierto o Tierra Roja a ambos lados del Kemet (la Tierra Negra), la fértil cuenca del río Nilo. Cuando se combina con la Hedjet (Corona Blanca) del Alto Egipto, forma la Pschent (Doble Corona), en antiguo egipcio llamada sekhemti.
| D46 · N37 · D21 | X1 | S3 |

| D46 · N37 · D21 | X1 | S3 |

La Corona Roja en los jeroglíficos egipcios se utilizaba para representar lo que sería la letra "n". El jeroglífico "n" desde finales del Período Predinástico y en el Imperio Antiguo había sido representado con ondas de agua.

## Significado
En la mitología, la deidad de la tierra Geb, gobernante original de Egipto, otorgó a Horus el gobierno del Bajo Egipto. Los faraones egipcios, que se veían a sí mismos como sucesores de Horus, usaban el deshret para simbolizar su autoridad sobre el Bajo Egipto. Otras deidades también llevaban el deshret, o estaban identificadas con él, como la diosa serpiente protectora Uadyet y la diosa creadora de Sais, Neit, a quien a menudo se muestra con la Corona Roja.
La Corona Roja se combinaría más tarde con la Corona Blanca del Alto Egipto para formar la Doble Corona, que simboliza el dominio sobre todo el país, "Las Dos Tierras", como lo expresaron los egipcios.
En lo que respecta a Deshret, la Tierra Roja que comprendía los desiertos y las tierras extranjeras que rodeaban a Egipto, Seth era su señor. Se la consideraba una región del caos, sin ley y llena de peligros.

## Registros
No se ha encontrado ninguna Corona Roja. Varias representaciones antiguas indican que era tejida con fibra vegetal como hierba, paja, lino, hoja de palma o caña.
La Corona Roja se menciona con frecuencia en los textos y se representa en relieves y estatuas. Un ejemplo temprano es la representación del faraón victorioso con el deshret en la paleta de Narmer. Una etiqueta del reinado de Dyer registra una visita real al santuario de Deshret que puede haber estado ubicado en Buto en el Delta del Nilo.
El hecho de que nunca se haya encontrado una corona enterrada con ninguno de los faraones, incluso en tumbas relativamente intactas, podría sugerir que pasaba de un soberano a otro, como en las monarquías actuales.

## Fonograma
| N |

| N |

Deshret, la Corona Roja del Antiguo Egipto, es uno de los jeroglíficos egipcios más antiguos. Como elemento iconográfico, se utiliza en la famosa paleta del faraón Narmer como la "Corona Roja del Delta", siendo el Delta el Bajo Egipto.

El primer uso de la Corona Roja fue en la iconografía como símbolo del Bajo Egipto con el Delta del Nilo, letra horizontal 'n', Gardiner no. 35,
| N35 |

. Más tarde llegó a usarse en el idioma egipcio como una forma alfabética uniliteral, vertical para la letra "n" como fonema o preposición. Se volvió funcional en la ejecución de textos jeroglíficos, donde la preposición de forma horizontal o vertical satisfacía los requisitos de espacio.
Tanto la forma vertical como la horizontal son equivalentes preposicionales, con la letra horizontal n, siendo más común la ondulación N-agua (n jeroglífico), así como más común para formar partes de palabras del idioma egipcio que requieren el fonema 'n'.
Un antiguo uso del jeroglífico de la corona roja es para conformar la palabra: 'en'!, (anteriormente an- (a-con punto) - (el jeroglífico de "pluma vertical", más la corona roja). En antiguo egipcio "en" se usa al principio de un texto y se traduce como: Mirad!, o Lo!, y es enfático.
La Corona Roja también se utiliza como determinativo, sobre todo en la palabra deshret. También se usa en otras palabras o nombres de dioses.
Uso en la Piedra Rosetta

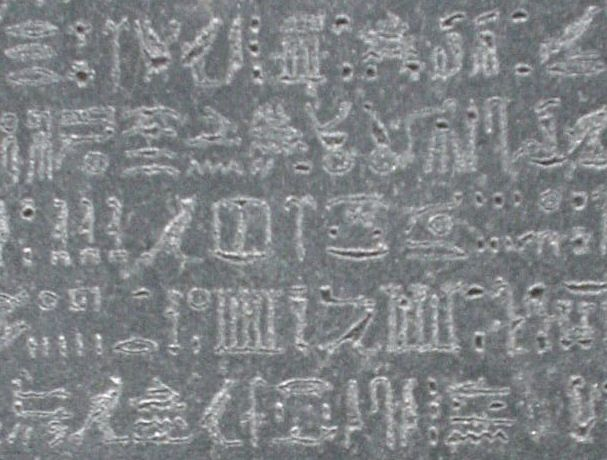
El uso en la Piedra de Rosetta de la Corona Roja, no como preposición: 1 parte la Doble Corona, y 2 partes de "Taui", el nombre del Alto y Bajo Egipto- (usado combinado con "encrucijada" (jeroglífico)).

En la Piedra de Rosetta de 198 a. C., la 'Corona Roja' como jeroglífico tiene el uso principalmente de la forma vertical de la preposición "n". Al escribir el texto, las terminaciones de las palabras no siempre están al final de los bloques de jeroglíficos; cuando están al final, una simple transición para comenzar el siguiente bloque es un separador vertical, en este caso la preposición, vertical n, (por lo tanto, un ahorro de espacio).
Dado que el comienzo del siguiente bloque jeroglífico también podría comenzar con una "n" horizontal en la parte inferior del bloque anterior, debe pensarse que la "n" vertical también se elige para un efecto visual; en otras palabras, distribuye visualmente el texto continuo de palabras, en lugar de apilar preposiciones horizontales en un texto más ajustado. Visualmente, también es un jeroglífico que ocupa más "espacio" (en comparación con el tipo de línea sinuosa como ondulación horizontal del agua); por lo que puede tener el doble propósito de un texto menos compacto y una mejor transición a las siguientes palabras.
El jeroglífico de la Corona Roja se usa 35 veces en la Piedra de Rosetta; sólo 4 veces se utiliza como no preposición. Promedia una vez por uso de línea en el uso de 36 líneas en el Decreto de Menfis de Ptolomeo V inscrito en la Piedra Rosetta.

## Galería
|                                                      |
| Óstraco del período ramésida, faraón con corona roja |

|                             |
| Paleta de Narmer, de frente |

|                                                                             |
| La letra vertical N, como preposición, o determinativo en el idioma egipcio |

|                                                        |
| Paleta de Narmer de cerca, Faraón Narmer con la corona |

| |
| Estatuilla de bronce de un rey kushita con la corona roja del Bajo Egipto. XXV dinastía, c. 670 a. C. Neues Museum, Berlín |

|                                    |
| Filisteos cautivos en Medinet Habu |

|                              |
| Estela de Tchia en el Louvre |

|                                                      |
| Apofis siendo herido por el solar Gato de Heliópolis |